# Koinonia (banda)
Koinonia fue una banda de Jazz fusión formada en 1980 en Estados Unidos. Fue pionera en el género de Jazz-funk junto a otras bandas y músicos como  The Crusaders, Weather Report o Herbie Hancock. Se distinguió por mezclar sonidos latinoamericanos y propios del funk. Su nombre proviene de una palabra griega usada en el cristianismo, que puede traducirse como "comunión". Es considerada una de las primeras bandas de jazz cristianas, a pesar de que su obra es principalmente instrumental.

## Miembros
La formación original del año 1980 era la siguiente: Abraham Laboriel como líder y bajo eléctrico, Bill Maxwell y el famoso Alex Acuña en percusión, Dean Parks y Hadley Hockensmith en guitarras, John Phillips en vientos de madera y Harlan Rogers en teclados.
En 1981 Justo Almario, saxofonista, clarinetista y flautista virtuoso, reemplazó a Phillips. Dean Parks también abandonó la banda en ese año. En 1988 Lou Pardini se unió en teclados y voz. 
Koinonia se desintegró en 1991.

## Discografía
- More than a Feelin' (1982)
- Celebration (1984)
- Frontline (1986)
- Koinonia (1989)
- Compact Favorites (1989) (colección)
- Pilgrim’s Progression - Best of Koinonia (1992) (compilación)
- Celebrate in Gothenburg (2005) (DVD de un concierto en vivo en 1983)

- Datos: Q696303